# Blanquismus
Blanquismus bezeichnet die Louis-Auguste Blanqui (1805–1881) zugeschriebene Lehre, nach der eine soziale Revolution von oben, nämlich durch die Verschwörung einer kleinen, hochkonspirativen Gruppe ohne Massenbasis herbeigeführt werden könne. Nach der Liberalisierung der Exekutive in Europa verschwand der Blanquismus in eine politische Bedeutungslosigkeit. Der Begriff wurde vor allem im negativen Sinne verwendet. Marx (1818–1883) und Engels (1820–1895) grenzten sich vom Blanquismus ab. Der französische Blanquismus ging in der Section française de l’Internationale ouvrière (SFIO) auf.